# 古野真也
古野 真也（ふるの しんや、1992年4月7日 - ）は、東北放送の社員。元アナウンサー。

## 来歴・人物
福岡県福岡市出身。九州大学経済学部卒業後、2016年東北放送に入社。同期入社は熊谷望那と黒田直樹。黒田直樹とは誕生日が4日違い。
東北放送アナウンス部の中でも、特にYouTubeなどに詳しく、『杜の放送局』という公式のチャンネルを立ち上げ、撮影や編集を自身で行っている。
2022年10月、自身のTwitterで営業局への異動を発表した。

## 過去の出演番組
- ...Love music（2019年4月 - 2021年3月）
- tbc POWERFUL BASEBALLα（2020年11月3日）
- ひるまでウォッチン!（木金、2021年4月 - 2022年3月）
- BIG BANG HOUR（2021年8月 - 2022年3月）
- Nスタみやぎ（スポーツコーナー担当）
- ウォッチン!みやぎ（金曜担当）
- TBCニュース
- 河北新報ニュース
- THE TIME,（不定期・中継担当）

## エピソード
趣味はバイク旅。過去には北海道をバイクで巡ったこともある。東北放送入社後1年間は原付バイクで宮城県内のぼんやりーぬ遺産をめぐる旅をアナウンサーブログに掲載していた。その後、普通自動二輪車の免許を取得し250ccのバイクを愛車としている。大学時代は経済学部だったため、経済について詳しい。安住紳一郎や羽生結弦と似ている。安住とはアナウンサー時代に「THE TIME,」で共演をしていた。ブログのタイトルを「あずゆづ日記」とする。